# مبرهنة المثلث القائم لفيرما

مثلثن قائما الزاوية بحيث ضلع أحدهما مساوية لضلع الآخر والوتر للجزء السفلي. لهذه الأطوال ، و ، و تشكل متتالية حسابية مفصولة بفجوة. لا يمكن لجميع الأطوال الأربعة و و ، و أن تكون أعداد صحيحة.

مبرهنة المثلث القائم لفيرما هي إثبات على عدم الوجود في نظرية الأعداد ، نُشرت عام 1670 بين أعمال بيير دي فيرما ، بعد وفاته بفترة وجيزة. هذا هو الإثبات الكامل والوحيد الذي قدمه فيرما. لدى المبرهة العديد من الصيغ المكافئة ، تم ذكر إحداها (بدون إثبات) عام 1225 بواسطة فيبوناتشي . تنص في أشكالها الهندسية على:
- لا يمكن أن تكون  للمثلث القائم في المستوى الإقليدي الذي تكون أطوال  أضلاعه الثلاثة أعدادًا كسرية مساحة تساوي مربع عدد نسبي (كسري).
- لا يمكن لمثلث قائم الزاوية ومربع بمساحات متساوية أن تتقايس جميع الأضلاع مع بعضها البعض.
- لا يوجد مثلثين قائمين حيث يكون ضلع أحد المثلثين هو الساق والوتر للمثلث الآخر.

بشكل أكثر تجريدًا ، كنتيجة حول المعادلات الديوفانتية (عدد صحيح أو حلول عدد نسبي للمعادلات متعددة الحدود) ، فإن المبرهنة تكافئ العبارات الآتية:
- إذا كانت ثلاثة أعداد مربعة تشكل متتالية حسابية، فإن الفجوة بين الأعداد المتتالية في المتتالية (تسمى التطابق ) لا يمكن أن تكون مربع بحد ذاتها.
- النقاط الكسرية الوحيدة على المنحنى الإهليلجي {\displaystyle y^{2}=x(x-1)(x+1)} هي ثلاث نقاط بديهية مع {\displaystyle x\in \{-1,0,1\}} و {\displaystyle y=0} .
- المعادلة الرباعية {\displaystyle x^{4}-y^{4}=z^{2}} ليس لها حل في الأعداد الصحيحة غير الصفرية.

## الصياغة

### المربعات في المتتاليات الحسابية
في عام 1225 ، تحدى الإمبراطور فريدريك الثاني عالم الرياضيات فيبوناتشي للمشاركة في مسابقة رياضية ضد العديد من علماء الرياضيات الآخرين ، مع ثلاث مشاكل وضعها فيلسوف بلاطه جون باليرمو. طلبت أول هذه المسائل ثلاثة أعداد كسرية بحيث مربعاتها متباعدة بشكل متساوٍ بمقدار خمس وحدات ، وحلها فيبوناتشي بالأرقام الثلاثة {\displaystyle {\tfrac {31}{12}}} و {\displaystyle {\tfrac {41}{12}}} ، و {\displaystyle {\tfrac {49}{12}}} . في كتاب المربعات ، الذي نشره فيبوناتشي في وقت لاحق من نفس العام ، قام بحل المسألة العامة المتمثلة في إيجاد ثلاثة أعداد مربعة متباعدة بشكل متساوٍ عن بعضها البعض ، مشكلاً متتالية حسابية . وصف فيبوناتشي الفجوة بين هذه الأعداد بأنها متطابقة .  تتمثل إحدى طرق وصف حل فيبوناتشي في أن الأعداد المراد تربيعها هي فرق الأضلاع والوتر ومجموع أضلاع مثلث فيثاغورس ، وأن التطابق يساوي أربعة أضعاف مساحة المثلث نفسه.  لاحظ فيبوناتشي أنه من المستحيل أن يكون التطابق عددًا مربعًا بحد ذاته ، لكنه لم يقدم برهاناً مرضيًا على هذه الحقيقة.